# كونيهيرو هوندا
كونيهيرو هوندا هو لاعب كرة قدم ياباني في مركز الوسط، ولد في 6 مارس 1987 في طوكيو في اليابان. لعب مع نادي ألبيريكس نيغاتا.